# Leptocera brevior
Leptocera brevior är en tvåvingeart som beskrevs av Rohacek 1991. Leptocera brevior ingår i släktet Leptocera och familjen hoppflugor. Inga underarter finns listade i Catalogue of Life.